# Jia Perkins
Jia Dorene Perkins (Granbury, 23 febbraio 1982) è un'ex cestista e allenatrice di pallacanestro statunitense, professionista nella WNBA.

## Carriera
È stata selezionata dalle Charlotte Sting al terzo giro del Draft WNBA 2004 (35ª scelta assoluta).

## Palmarès
- Campionato WNBA: 1

Minnesota Lynx: 2017
- WNBA All-Defensive Second Team (2013)